# Jorge Luis Prats
Jorge Luis Prats Soca (* 3. Juli 1956 in Camagüey) ist ein kubanischer Pianist.
Prats studierte in Kuba bei Cesar Perez Sentenar, Barbara Dìaz Alea, Margot Rojas Mendoza und Alfredo Diez. Er setzte seine Ausbildung als Stipendiat am Moskauer Konservatorium bei Rudolf Kehrer und am Pariser Konservatorium fort, war an der Universität für Musik und darstellende Kunst Wien Schüler von Paul Badura-Skoda und in Paris von Magda Tagliaferro und besuchte in Warschau die Meisterklasse von Witold Małcużyński. 1977 gewann er den Großen Preis beim Marguerite Long-Jacques-Thibaud-Klavierwettbewerb in Paris.
Als Konzertpianist unternahm Prats Tourneen durch ganz Europa, Nord-, Mittel- und Südamerika, China, Japan und Korea und trat mit namhaften Orchestern wie dem Royal Philharmonic Orchestra, dem BBC Symphony Orchestra, dem Orquesta Sinfónica de la Juventud Venezolana Simón Bolívar, den Prager Symphonikern und dem Orchester der Berliner Staatsoper auf.
Prats' Repertoire umfasst u. a.  Werke von Wolfgang Amadeus Mozart, Ludwig van Beethoven, Johannes Brahms, Klavierkonzerte von Sergei Rachmaninov, Sergei Prokofiev, Maurice Ravel, Camille Saint-Saëns, Franz Liszt, Edvard Grieg, Robert Schumann, Peter Tschaikowski, Alexander Scriabin, Ernst von Dohnányi, Henry Litolff und Frédéric Chopin, weiterhin Werke Johann Sebastian Bachs (Wohltemperiertes Klavier, Suiten und Partitas), die Sonaten, Etüden und ungarischen Rhapsodien Franz Liszts, Gaspard de la Nuit von Maurice Ravel und Kompositionen Claude Debussys und Heitor Villa-Lobos', zudem Klavierwerke kubanische Komponisten vom 18. Jahrhundert bis zur Gegenwart wie Manuel Saumell und Ignacio Cervantes, Ernesto Lecuona, Carlos Fariñas und Harold Gramatges.
Auf CD nahm Prats u. a. Etüden von Scriabin, Werke Beethovens, Griegs und Chopins Klavierkonzerte, die Klavierwerke Rachmaninows und viele Werke kubanischer Komponisten auf. Er unterrichtete als Gastprofessor an Universitäten in Kolumbien, Kuba, Mexiko, Kanada und Spanien und wirkte als Juror oder Präsident an internationalen Klavierwettbewerben mit. Von 1985 bis 2004 war er künstlerischer Leiter und Solopianist des Orquesta Sinfónica Nacional de Cuba.
2004 verließ Jorge Luis Prats Kuba und ließ sich in Spanien nieder, wo er ein Jahr später eingebürgert wurde.